# Lecithobothrys putrescens
Lecithobothrys putrescens är en plattmaskart. Lecithobothrys putrescens ingår i släktet Lecithobothrys och familjen Haploporidae. Inga underarter finns listade i Catalogue of Life.